# Mineko Iwasaki
Mineko Iwasaki (岩崎 峰子/岩崎 究香, Iwasaki Mineko) rozená jako Masako Tanaka (田中 政子, Tanaka Masako, * 2. listopadu 1949) je japonská byznysmenka, spisovatelka a bývalá gejša. Bývala nejznámější gejšou v Japonsku, dokud ve svých 29 letech neodešla do výslužby. Jako gejša se proslavila vystupováním pro celebrity a příslušníky královských rodin. Iwasaki měla být dědičkou (atodori) domu gejš (okija) k němuž patřila, již v době, kdy byla mladou učednicí. 
O jejím životě gejši ji zpovídal americký spisovatel Arthur Golden, aby získal podklady pro svou knihu Gejša (Memoirs of a Geisha) z roku 1997. Iwasaki později rozhovorů s Goldenem litovala, protože údajně vyzradil důvěrné informace. Později za to Goldena zažalovala, kvůli paralelám mezi knihou a jejím životem. Nakonec se s Goldenem dohodla na mimosoudním vyrovnání. V roce 2002 vydala autobiografii s názvem Geisha of Gion.

## Životopis
Narodila se jako Masako Tanaka. Ve čtyřech letech opustila domov a začala se učit umění tradičního japonského tance v domě gejš ve čtvrti Gion v Kjótu. Oficiálně ji adoptovala majitelka okiji madam Oima, a dala jí své příjmení Iwasaki. Když jí bylo patnáct let, stala se maiko – učednicí, a stala se i budoucí dědičkou (atotori) domu gejš. Dostala také nové jméno Mineko, které ji předepsala věštkyně. O rok později si již vydobyla reputaci nejpopulárnější maiko v Japonsku. Gejšou se stala v den svých 21. narozenin. Podle její autobiografie se dopracovala až na hranici svých psychických limitů. Téměř fatální jí byl problém s ledvinami, ze kterého se nakonec uzdravila. Iwasaki bavila mnoho celebrit a zahraničních hodnostářů, včetně královny Alžběty II. a prince Charlese (Karla III.) Kvůli své slávě se ovšem stala i objektem žárlivosti a pomluv a někdy musela čelit i sexuálnímu obtěžování a útokům.
Po smrti jednoho z jejích nejdůležitějších mentorů v roce 1980, ji tradicí svázaný svět gejš začal frustrovat, zvláště kvůli nedostatkům ve vzdělávání. Neočekávaně se rozhodla svůj život gejši opustit na vrcholu své kariéry, když jí bylo 29 let. Doufala, že šok z jejího nečekaného rozhodnutí dovede Gion k reformě, jenže ani po tom, co s ní odešlo do brzké výslužby dalších 70 gejš, se nic nezměnilo. Ve své autobiografii Iwasaki spekuluje, že této profesi hrozí zánik pokud nezvládne změnit ekonomické a sociání podmínky. Po svém odchodu pokračovala v kariéře v oblasti umění a v roce 1982 se provdala za Džin'ičiróa Sató. V roce 1983 se jim narodil syn Kosuke.

## RománGejša
Byla jednou z několika gejš, které zpovídal spisovatel Arthur Golden, když sbíral materiál pro svůj román Gejša. S rozhovorem údajně souhlasila za podmínek, že zůstane důvěrný, ale Golden odhalil její identitu, když zveřejnil její jméno v knize v poděkování a ještě v několika dalších rozhovorech. Po vydání knihy Gejša se na Iwasaki snesla vlna kritiky a dokonce i výhrůžky smrtí za to, že porušila tradiční nepsaná pravidla mlčenlivosti profese gejš. Iwasaki cítila, že ji Golden zradil užitím informací, které považovala za důvěrné. Jeho knihu odsoudila jako nepřesné zobrazení života gejš. Nejvíce kritizovala část popisující gejšu podstupující tzv. mizuage (rituál deflorace, který podstupují některé učednice) jako součást pro získání statusu gejši. Uvedla, že sama mizuage nepodstoupila, a že takový zvyk nikdy v Gionu neexistoval. Iwasaki se také nelíbilo, že Golden zahrnul množství jejích životních zkušeností, pro vytvoření charakteru hlavní hrdinky Sajuri, jejíž život sdílel mnoho paralel s její kariérou. Některé z těchto zkušeností byly v románu vylíčeny negativně, přestože ve skutečném životě je Iwasaki vnímala pozitivně. V pozdějších veřejných rozhovorech uvedla, že mnoho gejš kritizovalo její rozhodnutí, dovolit Goldenovi, aby jí zpovídal o životě gejš, čímž se provalily nepsané tradice a tajemství této komunity. Dále uvedla, že kvůli románu přišla o přátele a známé. V roce 2001 Goldena zažalovala za urážku na cti a porušení dohody, což v roce 2003 vyústilo v mimosoudní vyrovnání.

## Kniha
Po vydání Goldenova románu Gejša, se rozhodla, že napíše vlastní biografii v kontrastu s Goldenem. Kniha jejíž spoluautor je Rande Gail Brown, byla publikována pod názvy Geisha: A Life v USA a Geisha of Gion ve Spojeném království.